# Georges Detreille
Georges Henri Detreille (ur. 9 września 1893 w Paryżu, zm. 13 maja 1957 w Nicei) – francuski kolarz szosowy, złoty medalista olimpijski.

## Kariera
Największy sukces w karierze Georges Detreille osiągał w 1920 roku, kiedy w drużynowej jeździe na czas Francuzi w składzie: Achille Souchard, Fernand Canteloube, Georges Detreille i Marcel Gobillot zwyciężyli podczas igrzysk olimpijskich w Antwerpii. Był to jedyny medal wywalczony przez Detreille’a na międzynarodowej imprezie tej rangi. Na tych samych igrzyskach w rywalizacji indywidualnej zajął szóstą pozycję. Poza igrzyskami jego największe sukcesy to między innymi zwycięstwo we francuskim wyścigu Paryż-La Flèche w 1920 roku. Ponadto w 1926 roku zajął dziewiętnastą pozycję w klasyfikacji generalnej Tour de France. Nigdy jednak nie zdobył medalu na szosowych mistrzostwach świata.